# Tord Filipsson
Tord Ingemar Filipsson (Floda, 7 de maio de 1950) é um ex-ciclista sueco de ciclismo de estrada. Competiu na prova de 100 km contrarrelógio por equipes nos Jogos Olímpicos de Verão de 1972 e 1976, terminando respectivamente na sexta e sétima posição.
Irmão da patinadora de velocidade Sylvia Filipsson.